# (38302) 1999 RL92
1999 RL92 (asteroide 38302) é um asteroide da cintura principal. Possui uma excentricidade de 0.11769580 e uma inclinação de 1.78190º.
Este asteroide foi descoberto no dia 7 de setembro de 1999 por LINEAR em Socorro.